# Șcerbînî, Cerneahiv
Șcerbînî (în ucraineană Щербини) este un sat în comuna Vilsk din raionul Cerneahiv, regiunea Jîtomîr, Ucraina.

## Demografie
Componența lingvistică a localității Șcerbînî
     Ucraineană (98,31%)
     Rusă (1,69%)
Conform recensământului din 2001, majoritatea populației localității Șcerbînî era vorbitoare de ucraineană (98,31%), existând în minoritate și vorbitori de rusă (1,69%).